# András Székely
András Székely (n. 5 martie 1909, Tatabánya, Komárom-Esztergom, Ungaria – d. 1943, Cernihiv, RSS Ucraineană, URSS) a fost un înotător maghiar, medaliat olimpic. A participat la o ediție a Jocurilor Olimpice (1932) în care a câștigat o medalie de bronz.

## Participări
Lista de mai jos prezintă principalele competiții la care a participat András Székely de-a lungul carierei.
- swimming at the 1932 Summer Olympics – men's 4 × 200 metre freestyle relay[*]